# Diemen
Diemen je nizozemské město a obec v Severním Holandsku, přibližně 6 km jihovýchodně od Amsterdamu. Žije zde přibližně 31 tisíc obyvatel.

## Etymologie
Jméno Diemen pochází z názvu řeky Diem, ten vychází ze slova die eme, znamenající voda.

## Doprava
Městem Diemen prochází dálnice A1 (E231) a A9, vedle okresní hranice s Amsterdamem se nachází Amsterdamský okruh (A10).